# Stadion (Savski venac)
Pour les articles homonymes, voir Stadion.
Stadion (en serbe cyrillique : Стадион) est un quartier de Belgrade, la capitale de la Serbie. Il est situé dans la municipalité de Savski venac.

## Présentation
Le quartier de Stadion est situé à l'ouest du quartier d'Autokomanda ; il est également entouré par les quartiers de Dedinje à l'ouest, Diplomatska kolonija au sud et Voždovac à l'est. Il est délimité par les rues Ljutice Bogdana et Dr Milutina Ivkovica, ainsi que par le bulevar kneza Aleksandra Karađorđevića.
Stadion, le « Stade », est un petit quartier qui doit son nom à deux grands stades de football situés sur son territoire. Le stade du FK Partizan, un club fondé en 1945 et qui, par ses résultats est considéré comme l'un des plus importants de Serbie, peut accueillir 32 710 spectateurs. Le stade de Marakana, situé 1a rue Ljutice Bogdana, est le stade de l'Étoile rouge de Belgrade, un club qui a été fondé lui aussi en 1945 et qui, en Serbie, est le grand rival du FK Partizan ; le stade peut accueillir plus de 54 000 spectateurs.

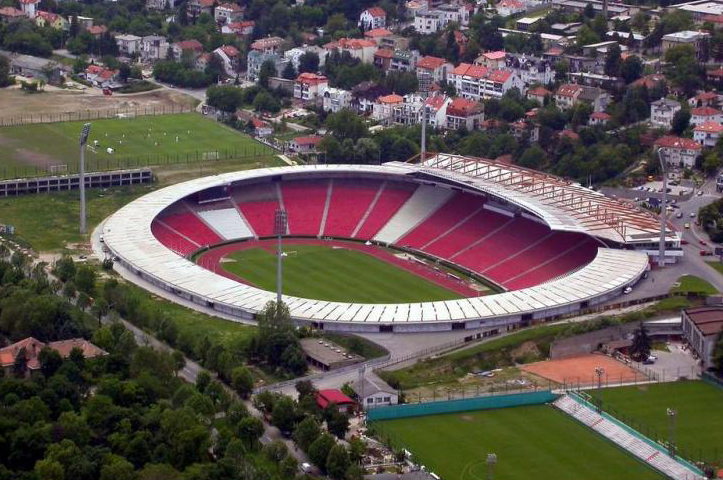
Le Stade de l'Étoile rouge

Le quartier est entièrement résidentiel.